# Ponta Nhô Martinho
Ponta Nhô Martinho ist eine Landzunge der Insel Brava im atlantischen Inselstaat Kap Verde. Es ist der südlichste Punkt von Kap Verde und liegt ca. 4 km südlich von Cachaço, der nächstgelegenen Siedlung. Früher wurde der Ort als Ponta do Sal („Salz-Kap“, en.: Salt Point) bezeichnet, unter anderem in der Karte von Jacques-Nicolas Bellin von 1747. Es gibt einen Leuchtturm an der Ponta Nhô Martinho, welcher damit das südlichste Gebäude auf ganz Kap Verde ist.